# Barbara Buczek
Barbara Buczek, znana też jako Barbara Buczkówna (ur. 9 stycznia 1940 w Krakowie, zm. 17 stycznia 1993 tamże) – polska kompozytorka, pianistka i pedagożka.

## Życiorys
Po ukończeniu 1959 Państwowego Liceum Muzycznego w Krakowie w klasie fortepianu Marii Bilińskiej-Riegerowej kontynuowała w latach 1959–1965 naukę gry na fortepianie pod kierunkiem Ludwika Stefańskiego w warszawskiej Państwowej Wyższej Szkole Muzycznej. W latach 1969–1974 studiowała kompozycję w klasie Bogusława Schaeffera. Oba kierunki ukończyła z wyróżnieniem.
Prowadziła wykłady z zakresu gry fortepianowej, kontrapunktu i kompozycji w Akademii Muzycznej w Krakowie. W 1990 obroniła pracę doktorską na Wydziale Humanistycznym Uniwersytetu Marii Curie-Skłodowskiej w Lublinie na podstawie pracy Spotkania współczesnej twórczości muzycznej ze sztukami plastycznymi jako problem filozofii kultury. Lata 1945–1990.
Należała do stowarzyszenia artystycznego Grupa Krakowska oraz międzynarodowego stowarzyszenia Frau und Musik.

## Nagrody i wyróżnienia
W 1970 uzyskała III nagrodę na Konkursie Kompozytorskim im. G. Fitelberga w Katowicach za Dwie impresje, a w 1982 wyróżnienie na Międzynarodowym Konkursie Kompozytorskim im. N. Paganiniego w Rzymie za Koncert skrzypcowy. W 1985 III nagrodę na Międzynarodowym Konkursie Kompozytorskim w Wiedniu za II Kwartet smyczkowy „Transgressio”.

## Twórczość
Kompozytorka wyróżniła trzy okresy w swojej twórczości:
I – 1968–1974 – krystalizacja stylu – zakończony utworem Anekumena. Koncert na 89 instrumentów (1974)
II – 1974–1979 – penetracje twórcze w zakresie brzmień i faktury – zakończony Koncertem skrzypcowym (1979)
III – 1979–1992 – twórczość bardziej wysublimowana i stonowana wyrazowo.
Utwory Buczkówny charakteryzuje gęsty, misternie skonstruowany materiał dźwiękowy. Ważną rolę pełni rodzaj brzmienia utworzonego z kilku lub kilkunastu ściśle ze sobą zespolonych partii instrumentalnych, tworzących warstwy zróżnicowane pod względem struktury i barwy. Częstym pomysłem konstrukcyjnym jest kontrast oraz wieloplanowa faktura instrumentów solowych.
Język harmoniczny bazuje na pełnym 12-dźwiękowym materiale. Dominują ostro dysonujące akordy, brzmiące jednak łagodnie dzięki stonowanej dynamice i modyfikacjom barwowym. Takie skupienie uwagi na brzmieniu i przewaga dynamiki piano wskazuje na związki ze stylem Debussy’ego, jednakże Buczek stworzyła własny idiom wyróżniający się wysublimowaną ekspresją.
Stosowała technikę nowej złożoności, pisząc utwory tak skomplikowane fakturalnie i tak trudne do wykonania, że precyzyjna realizacja wszystkich detali kompozycji jest prawie niemożliwa.

## Ważniejsze kompozycje
(na podstawie materiałów źródłowych)
- Sonata breve per pianoforte (1968)
- Mikrosonata na skrzypce solo (1968)
- Studium nr 1 na flet (1968)
- I Kwartet smyczkowy (1968)
- Kwintet na instrumenty dęte (1969)
- Koncert wokalny na 12 głosów solowych (1969)
- Studium na skrzypce solo (1970)
- Metafonie na wielką orkiestrę (1970)
- Utwór dla dwóch wykonawców na flet, fortepian i wiolonczelę (1970)
- Dwie impresje na orkiestrę (1970)
- Labirynt na wielką orkiestrę (1974)
- Anekumena. Koncert na 89 instrumentów (1974)
- Sekstet na flet, altówkę, wiolonczelę, sopran i dwa fortepiany (1974)
- Assemblage na flet altowy i orkiestrę smyczkową (1975)
- Simplex na orkiestrę (1976)
- Duodecet smyczkowy (1976)
- Eidos I na skrzypce solo (1977)
- Eidos II [wersja I] na tubę (1977)
- Hipostaza, kwintet na sopran, flet, wibrafon, wiolonczelę i saksofon (1978)
- Eidos III na fagot solo (1979)
- Koncert skrzypcowy (1979)
- Désunion na sopran i kontrabas (1982)
- Eidos II [wersja II] na tubę i fortepian (1984)
- Motet na instrumenty, recytatorów, baryton i taśmę (1984)
- II Kwartet smyczkowy „Transgressio” (1985)
- Primus inter pares na róg i 6 instrumentów lub flet, saksofon sopranowy, klarnet basowy, skrzypce i kontrabas (1985)
- Koncert na wiolonczelę, chór i orkiestrę (1986)
- Les sons ésotériques na flet, komputer i taśmę (1989)
- Les accords ésotériques na fortepian (1991)
- Eidos IV na fortepian (1991)
- Intermezzo na fortepian (1992)